# إيزياه وليامز
إيزياه وليامز (بالإنجليزية: Isiah Williams) هو لاعب كرة قدم أمريكية أمريكي، ولد في 19 نوفمبر 1987 في شيكاغو في الولايات المتحدة.